# Lesli Kay
Lesli Kay Sterling, geboren als Lesli Kay Pushkin (Charleston (West Virginia), 13 juni 1965) is een Amerikaans actrice. 
Ze won een Emmy Award voor haar rol als Molly Conlan in As the World Turns, die rol speelde ze van 1997 tot begin 2004. Na As the World Turns speelde ze enkele maanden de rol van Lois Cerullo in de soapserie General Hospital.
In 1999 is Kay gescheiden van haar man Mark Sterling, daarna kreeg ze een relatie met acteur Keith Coulouris. Ze zijn getrouwd op 25 december 2003, in februari 2000 kregen ze een zoon (Jackson William), hun tweede zoon (Alec Jude) werd geboren in juni 2005. 
Sinds november 2005 speelt Kay de rol van Felicia Forrester in The Bold and the Beautiful, eerst wilde hoofdschrijver van B&B Bradley Bell Felicia dood laten gaan aan kanker, maar door heel veel positieve fans bleef ze er toch in.